# Franz Albert Schultz
Franz Albert Schultz (* 25. September 1692 in Neustettin; † 19. Mai 1763 in Königsberg/Ostpreußen) war ein deutscher evangelischer Theologe und Generalsuperintendent. Er förderte als Rektor des Collegium Fridericianum das preußische Schulwesen.

## Biographie
Schultz war Sohn eines Juristen und Bürgermeisters. Er besuchte seit 1712 das Collegium Groeningianum in Stargard in Pommern. Seit 1715 studierte er an der Universität Halle Theologie bei August Hermann Francke und Philosophie bei Christian Wolff. Er wandte sich dem Hallischen Pietismus zu. Nach dem Theologiestudium ging er 1718 als Hofmeister nach Königsberg und lehrte Mathematik und Philosophie. Nachdem er eine Professur abgelehnt hatte, wurde er 1723 Erzieher an der Berliner Kadettenanstalt. 1724 wurde er zum Feldprediger in Mohrungen/Ostpreußen ernannt. In Anerkennung seiner seelsorgerischen Tätigkeit wurde er 1728 zum „Erzpriester“ (Superintendent) nach Rastenburg/Ostpreußen berufen. 1729 wurde er Propst in Stolp in Hinterpommern. Ab 1731 war er Pfarrer und Konsistorialrat an der Altstädtischen Kirche in Königsberg und Theologieprofessor an der Universität Albertina. Zeitweilig war er dort Rektor.
Er führte mit Georg Friedrich Rogall das Werk von Heinrich Lysius an der Schule fort, geriet aber als Pietist mit dem Ausbau der Universität in Auseinandersetzung mit dem Oberhofprediger Johann Jakob Quandt. Die Spannungen führten zu einer Doppelbesetzung der Generalinspektion für das Kirchen-, Schul- und Armenwesen in Preußen mit ihm und Quandt.
Nachdem er die Ausbildungsseminare der theologischen Fakultät für Polen und Litauen reformiert und damit das dortige Schulwesen modernisiert hatte, wurde das 1733 ihm übertragene Friedrichskollegium (Collegium Fridericianum) in Königsberg während seines Rektorats Vorbild für andere höhere Schulen. Ein Schüler dieser Einrichtung war ab 1732 vorzeitig der hochbegabte Immanuel Kant bis 1740, dessen Mutter eifrig seit 1731 die Bibelstunden von Schultz besuchte. Kant hörte auch seine theologischen Vorlesungen, als er ab 1740 die Albertina besuchte. Ein weiterer Schüler war Martin Knutzen.
Sein Reformwille erreichte es, für die 2000 Landschulen die ersten preußischen Lehrerseminare einzurichten, in der Verordnung über das Kirchen- und Schulwesen in Preußen vom 3. April 1734 die Katechese festzuschreiben und unter seiner federführenden Beteiligung die Regulativa von 1736 zu formulieren. Er war ein wichtiger Schrittmacher der allgemeinen Schulpflicht.
Unter König Friedrich II. sank sein Einfluss, weil dieser den Pietismus skeptisch beurteilte.
Nach der Zentralisierung der Kirchenregierung in Königsberg 1750, wo er kein Amt mehr ausüben konnte, blieb er durch Protektion des neu errichteten Berliner Oberkonsistoriums Vorsitzender der Theologischen Prüfungskommission und Oberaufsicht über den Ausbau des Schulwesens. Nachdem er weitere 600 Schulen errichtet hatte, starb er 1763 in Königsberg.